# Psicologia dels grups
La psicologia dels grups és la branca de la psicologia que estudia els processos psicosocials bàsics en funció de les relacions que fan els éssers humans els uns amb els altres de manera que el nostre comportament està influenciat pel comportament dels altres.

## El grup social

### Definició
La psicologia social defineix el grup com dues o més persones que comparteixen metes comuns, vinculades per pautes d'interacció social relativament estables i que perceben que, en realitat, formen part del grup dins un context social determinat. El grup és una totalitat en la qual els seus components interaccionen entre si permanentment: és un sistema i un procés al mateix temps.

### Agrupació d'individus

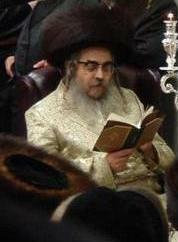
El judaisme és un grup en què la seva frontera obeeix a un criteri religiós

Hi ha diferents motius que porten l'ésser humà a agrupar-se i formar part d'un determinat grup:
- Satisfer les necessitats psicològiques i socials
- Assolir objectius molt difícils per a un individu
- Proporcionar coneixements i informacions que són difícils d'obtenir individualment
- Resoldre les necessitats de seguretat davant enemics o amenaces comunes
- Perquè dona identitat social

### Característiques del grup social
- Consciència d'unicitat: la condició més important per a establir l'existència d'un grup és el sentiment d'unitat que dona Cohesió social interna al grup. Aquesta consciència grupal permet veure les diferències entre l'endogrup i l'exogrup marcant les similituds amb el primer i marcant distància social i negant-los la seva individualitat amb l'exogrup.

- Fronteres del grup: els grups tenen fronteres molt definides, que els diferencien entre si i que són conegudes tant pels seus integrants com pels que no en són, i determinen quin tipus d'activitats són apropiades o no dins dels seus límits. El tipus de fronteres pot obeir a diversos criteris, de creences, ideològics, etc. Les diferents fronteres poden ser més o menys permeables, i determinen grups oberts (com els laborals, polítics, etc., ja que pertànyer-hi està determinat pels mèrits individuals o la seva adhesió: es tracta d'estatus adquirit) o grups tancats (com els grups racials, ètnics, etc., en què és molt difícil accedir-hi).[4]

### Estructura del grup
L'estructura del grup està constituïda pel conjunt de regularitats que emmarquen els seus processos; són elements explícits la mida del grup, el lloc on se situa, la distribució al territori dels seus membres, etc.

### Classes de grup
Tradicionalment, es distingeixen el grup primari del grup secundari:
| GRUP PRIMARI                                         | GRUP SECUNDARI                                         |
| ---------------------------------------------------- | ------------------------------------------------------ |
| Nombre d'integrants reduït                           | Nombre d'integrants ampli                              |
| Refereix l'individu en la seva totalitat (intimitat) | Refereix únicament determinats aspectes de la conducta |
| Personal                                             | Impersonal                                             |
| Interacció contínua                                  | Interacció esporàdica                                  |
| Duració llarga                                       | Duració curta                                          |
| Expectatives informals                               | Prescripcions formals                                  |
| Restriccions imposades de manera informal            | Restriccions imposades de manera formal                |
| Vincles expressius                                   | Vincles instrumentals                                  |

La família, els grups d'amics i els grups de jocs, per exemple, serien grups primaris, mentre que els sindicats, els partits polítics, la facultat, els organismes oficials, etc., serien grups secundaris.
| Exemples     |                |
| Família      | Partit polític |
| Grup d'amics | Facultat       |

En el context organitzacional, i a partir dels grups secundaris, s'han diferenciat altres tipus de grups:
- Segons el nombre de persones que els integren: microgrups i macrogrups.
- Segons la forma en què s'origina el vincle grupal: voluntaris i artificials.
- Segons el nivell de formalitat: formals i informals.
- Segons la dimensió temporal: permanents i temporals.
- Segons la finalitat: de treball i socioemocionals.

### Grup de referència i grup de pertinença

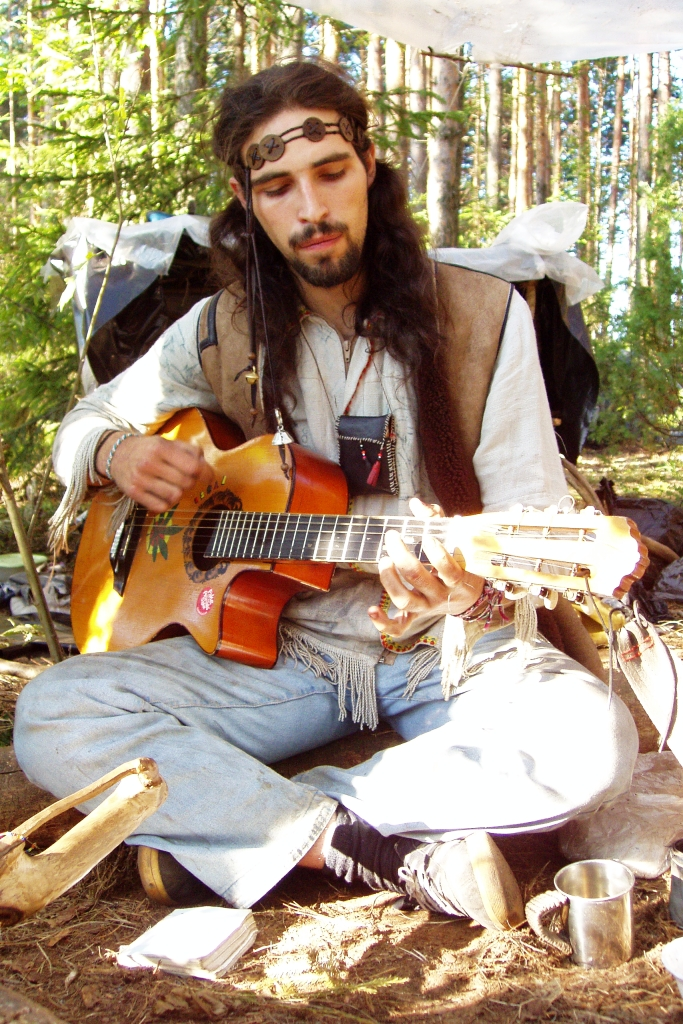
La persona que creu o vol pertànyer al moviment hippy adoptarà un estil de vestir, de comportament, de pensament semblants al de la persona de la fotografia

- Grup de referència: es parla de la unitat social amb la qual s'identifica un individu, que li serveix per a definir la seva conducta i avaluar-la, en funció dels criteris de grup. Els grups de referència compleixen dues funcions bàsiques:
  - Funció normativa: quan algú creu o vol pertànyer a un grup, adopta les seves característiques, des de creences, opinions i regles, fins a les pràctiques i la forma de vestir o pentinar-se: el comportament de l'individu depèn del comportament del grup.
  - Funció de comparació o valorativa: serveix com a criteri amb el qual jutjar-nos i avaluar-nos en qualsevol aspecte, i té una gran repercussió en la formació de l'autoconcepte.
- Grup de pertinença: és la unitat social a la qual realment pertany l'individu.

En el cas que el grup de referència no sigui el de pertinença, es pot experimentar un sentiment de privació relativa, o sigui, insatisfacció derivada de la discrepància establerta entre el que es té i el que es creu que s'hauria de tenir. La privació relativa pot fomentar el descontentament social i empènyer cap a activitats revolucionàries. El cas contrari és la gratificació relativa, que fa sentir satisfacció cap al sistema. Existeix també el grup de referència contrari, que serveix per establir-hi comparacions.

## Normes i rols

### Les normes

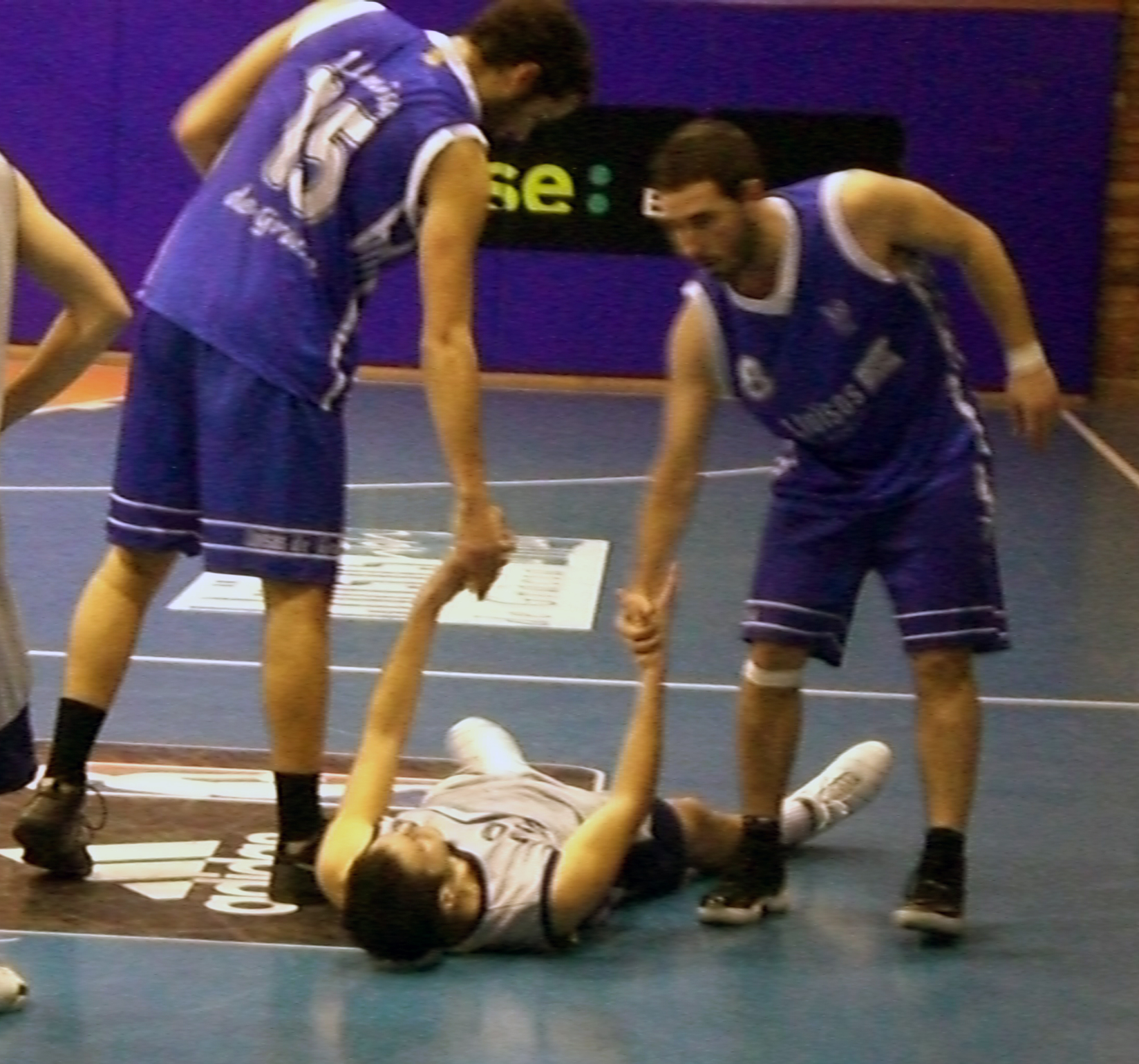
En el món de l'esport, les conductes de fair-play serien normes implícites i descriptives

Les normes ens permeten establir el que coneixem com a ordre social, que permet experimentar el món com a predicible, i que adquirim mitjançant les expectatives que compartim amb altres membres de la societat. Tenim un comportament social que ens és prescrit en termes de demandes que ens indiquen què hem de fer i què no hem de fer. Aquests requeriments socials són normes, patrons de conducta compartits pels membres d'un grup social i als quals ens hem d'ajustar. Hi ha normes explícites, que són precises, detallades i es regulen mitjançant lleis i regles escrites, senyals, etc. Orienten cap a les accions més apropiades per a cada situació i es mantenen segons sancions positives o negatives. D'altres són normes implícites o tàcites, no estan escrites ni hi ha lleis que les estableixin, però tothom les segueix com si fossin explícites.
Hi ha altres tipus de normes:
- Normes descriptives: són les que indiquen el que fa la majoria de la gent en una determinada situació, i indiquen així quina és la conducta més efectiva o adaptativa per a la situació.
- Normes imposades: especifiquen el que s'hauria de fer, quin és el comportament adequat i quin l'inadequat en una situació donada. En les situacions en què hi ha probabilitat d'un comportament antisocial, tenen més efecte les normes imposades.

### Rols
Els rols són les exigències que s'apliquen a la conducta d'una categoria específica de persones en determinats contexts socials. Indiquen qui ha de fer, quan i com una determina acció. Els rols suposen un procés de categorització, mitjançant el qual s'estructura el món social en categories d'individus amb qui es pot interaccionar. Actuen com a etiquetes que permeten als individus presentar-se als altres, i que els serveixen per a concebre's, avaluar-se i jutjar les seves pròpies accions; però també permeten fer-ho en relació amb les persones amb qui es relacionen socialment. Els rols afecten un conjunt de normes que defineixen quines són les nostres obligacions, les accions que altres persones poden demanar-nos fer legítimament basant-se en el rol; i també defineixen les nostres expectatives.

#### Classes de rols
- Rol social: el model de conducta queda definit pel consens dels membres del grup, i la posició s'identifica en aquest cas amb l'estatus. Aquest tipus de rol facilita l'eficàcia del grup, ja que delimita clarament les feines a fer per assolir l'objectiu del grup.
- Rol personal: l'individu mateix determina la seva posició com a model de comportament.
- Rol imposat o rol prescrit: el model de conducta està imposat des de fora de l'individu, mitjançant una sèrie de prescripcions concretes.
- Rol realitzat: correspon a la conducta que realitza concretament un membre del grup, que no necessàriament ha de ser el model de la resta de membres.
- Rol ideal: coincideix amb el model de conducta que cada membre del grup es proposa realitzar com a objectiu, al marge de tota la pressió social. Sol coincidir amb el rol personal.

#### Assumpció del rol
L'assumpció del rol és un procés en curs que inventa el comportament propi en funció de les interaccions que s'estableixin; per tant, les interaccions mateixes són temptatives. L'assumpció del rol implica interioritzar la perspectiva de l'altre en una situació particular i, alhora, observar la pròpia conducta des del punt de vista d'aquesta persona. Els rols fan la funció de marc des d'on reprendre en qualsevol moment la interacció social interrompuda, recorrent a significats preestablerts de manera que podem saber què s'espera de nosaltres i què podem esperar dels altres.

#### Elaboració del rol
La representació del rol suposa la creació contínua de l'acció, inventar constantment actuacions amb les quals acomodar la conducta a la dels altres. Per tant, elaborar un rol suposa també redefinir-lo, com ha passat en les darreres dècades amb el rol de la dona (Vegeu rol de gènere). En certs casos, arriba a produir-se una adhesió al rol, una fusió del rol amb la persona, que arriba a afectar la seva personalitat i el seu autoconcepte. És habitual que es produeixin els anomenats rols mestres o nuclears, com per exemple el jutge que manté un caire autoritari en altres facetes de la seva vida.

#### Tensió de rol

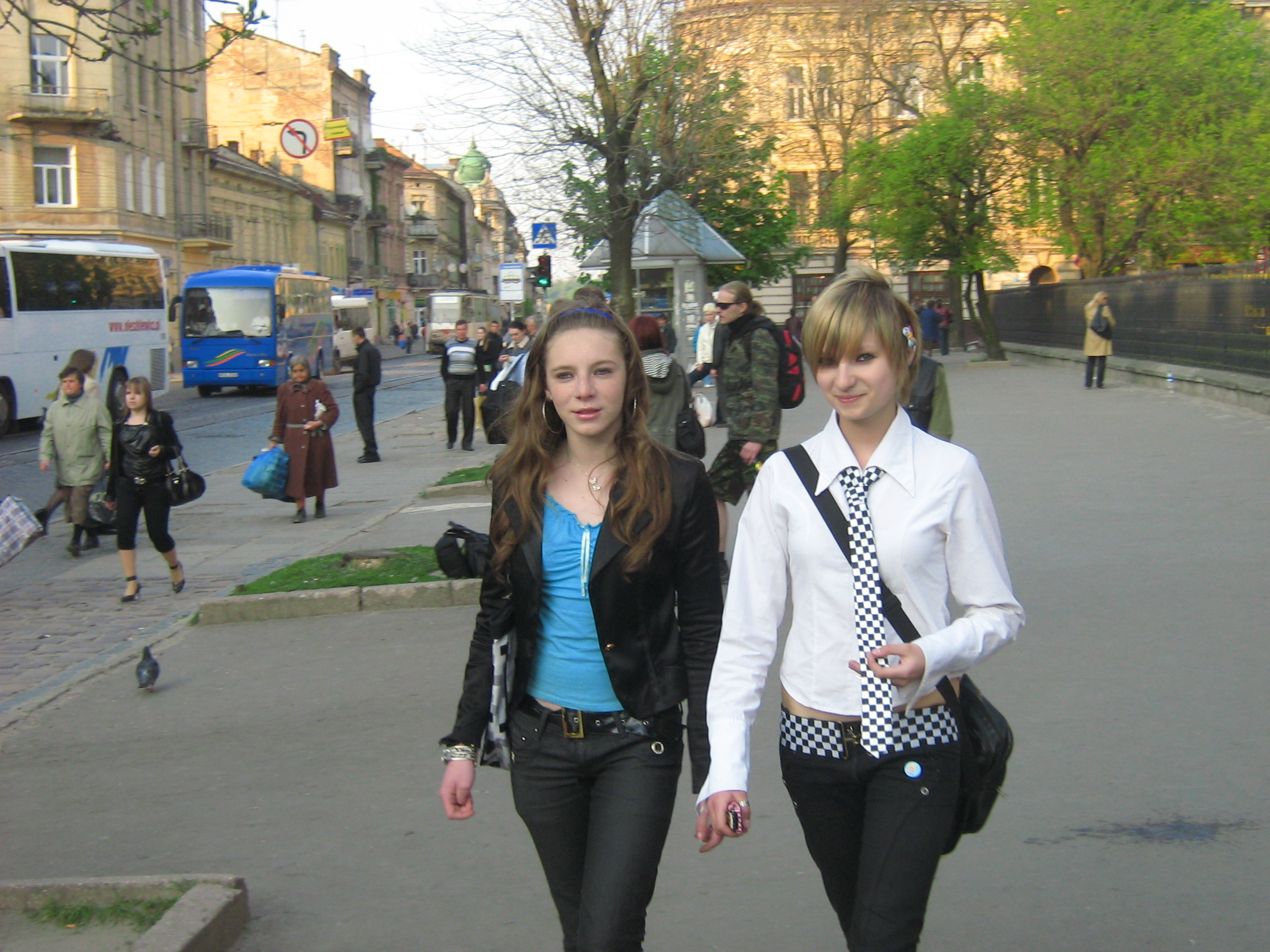
L'adolescència és un moment vital en què habitualment es viu tensió i ambigüitat de rol

El fet d'exercir un determinat rol pot suposar també l'aparició de determinats problemes. Quan un individu ha d'afrontar aquestes exigències pot experimentar l'anomenada tensió de rol:
- Ambigüitat de rol: quan sorgeix un nou rol, sovint, les expectatives no són clares i el canvi social és molt ràpid i exigeix una definició de rols gairebé permanent. En aquests casos, els individus poden experimentar certa tensió perquè no saben com comportar-se. L'exemple típic són els adolescents, als quals se'ls demana que es comportin com a adults sense tenir-ne els drets.

- Conflictes de rol: quan sorgeix un nou rol i es tenen diferents expectatives respecte al comportament de l'altre, si es discrepa just en allò que legítimament s'espera de l'altra persona. Per exemple, l'obrer que ascendeix a capatàs i que té davant un amic i un subordinat.

Un mecanisme típic per fer front a la tensió de rol és la compartimentació, o sigui, dividir la vida en compartiments i entendre que actuem de manera diferent com a mares o pares que com a membres d'un partit polític. Altres accions que es poden prendre per evitar la tensió de rol, serien:
- Que cada estatuts tingui el rol que li correspon.
- Que els continguts del rol siguin explícits.
- Que els diferents rols se circumscriguin a àrees concretes, sense zones ambigües.
- Que un mateix rol no impliqui exigències contradictòries.
- Que el grup limiti l'accés de les persones a estatus compatibles.
- Que els rols tinguin certa continuïtat en el temps.

#### Rols i grups socials
En tot grup social es reparteixen els rols entre els diferents membres que el formen, a vegades de manera formal i d'altres d'informal. Els rols ajuden a establir responsabilitats i treure obligacions dels integrants d'un grup, i es constitueixen com un mitjà amb el qual els membres del grup comparteixen opinions, pensaments i conductes. Per contra, els rols poden generar conflictes, tant dins com fora del grup.

## Principals processos d'influència social

### Suggestió

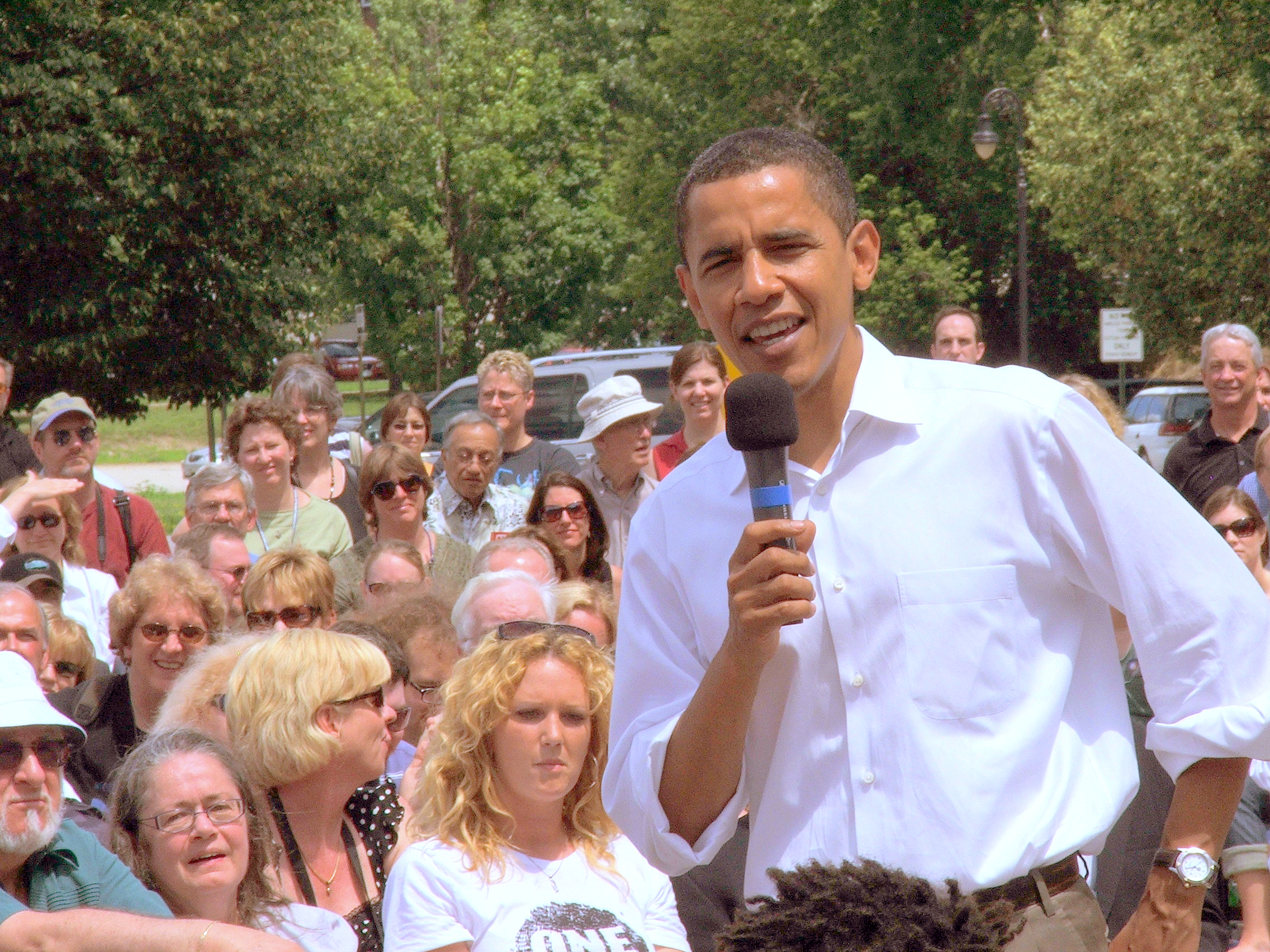
La persuasió sol ser una arma usada pel món polític

La suggestió s'observa normalment per contagi social, ja que la gent fa la mateixa conducta sobtada que fa una altra persona a la qual agafa com a model.

### Persuasió
La persuasió pot reforçar l'opinió que es dona sobre un problema concret, usant tres elements bàsics: comunicant-missatge-receptor.
- Comunicant: la credibilitat i l'atracció del comunicant és molt important i depèn del grau d'implicació del receptor amb el mateix missatge. Quan més implicat hi estigui, menys influència. Hi ha una situació particular anomenada preavís (forewarning), en què s'avisa el receptor de les intencions del comunicant, ja que s'ha constatat que el receptor s'inhibeix si se l'avisa abans de rebre el missatge, però no si es fa després.
- Missatge: hi ha certs aspectes estructurals del missatge que determinen, parcialment, el seu èxit:
  - Els 1rs arguments retinguts inhibeixen els aprenentatges anteriors.
  - El 1r missatge presentat distorsiona la captació del segon.
  - Millor, doncs, presentar 1r els arguments decisius.
  - Una argumentació molt allunyada de la zona d'acceptació del receptor és fàcilment rebutjada per aquest (vegeu finestra d'Overton).
  - És més eficaç començar exposant arguments moderats per concloure amb els més forts
  - Obtenir conclusions clares facilita la comprensió del missatge.
- Receptor: s'han de tenir en compte les diverses variables relacionades amb el receptor, ja que la persuasió depèn en gran part de l'atenció selectiva que en faci el subjecte. Hi ha situacions que paga la pena destacar:
  - situacions d'adoctrinament
  - situacions de discussió en grup

### Conformitat
La conformitat és el conjunt de pressions per comportar-se com els altres membres del grup. En la majoria de contexts existeixen normes socials, explícites o no, que indiquen com s'ha d'actuar, i a les quals la majoria de persones s'hi adhereix. Sense conformitat és difícil formar part d'un grup.

#### Factors situacionals
La conformitat es veu afectada per un seguit de factors situacionals:
- Cohesió social: a més cohesió, més conformitat.
- La mida del grup: en un grup més gran, més conformitat.
- L'estatus: s'ha observat que els que pertanyen a una posició social elevada o baixa presenten menys conformitat que els intermedis.
- Publicitat i vigilància: quan més pública sigui la conducta i més vigilada estigui, hi haurà major conformitat.
- Dificultat i ambigüitat: les tasques més difícils i ambigües suposen una major conformitat.
- Temor i ansietat: a major ansietat i temor, més conformitat.
- Assignació de recursos: a major repartiment equitatiu, major conformitat.

## Funció dels grups en les organitzacions
Les organitzacions poden entendre's com a sistemes socials complexos que integren rols, bàsicament de dos tipus:
- Rol de feina
- Rol de manteniment

Cal destacar que les organitzacions les conformen persones i grups, i en un ambient d'interacció.

### Nivells d'interacció

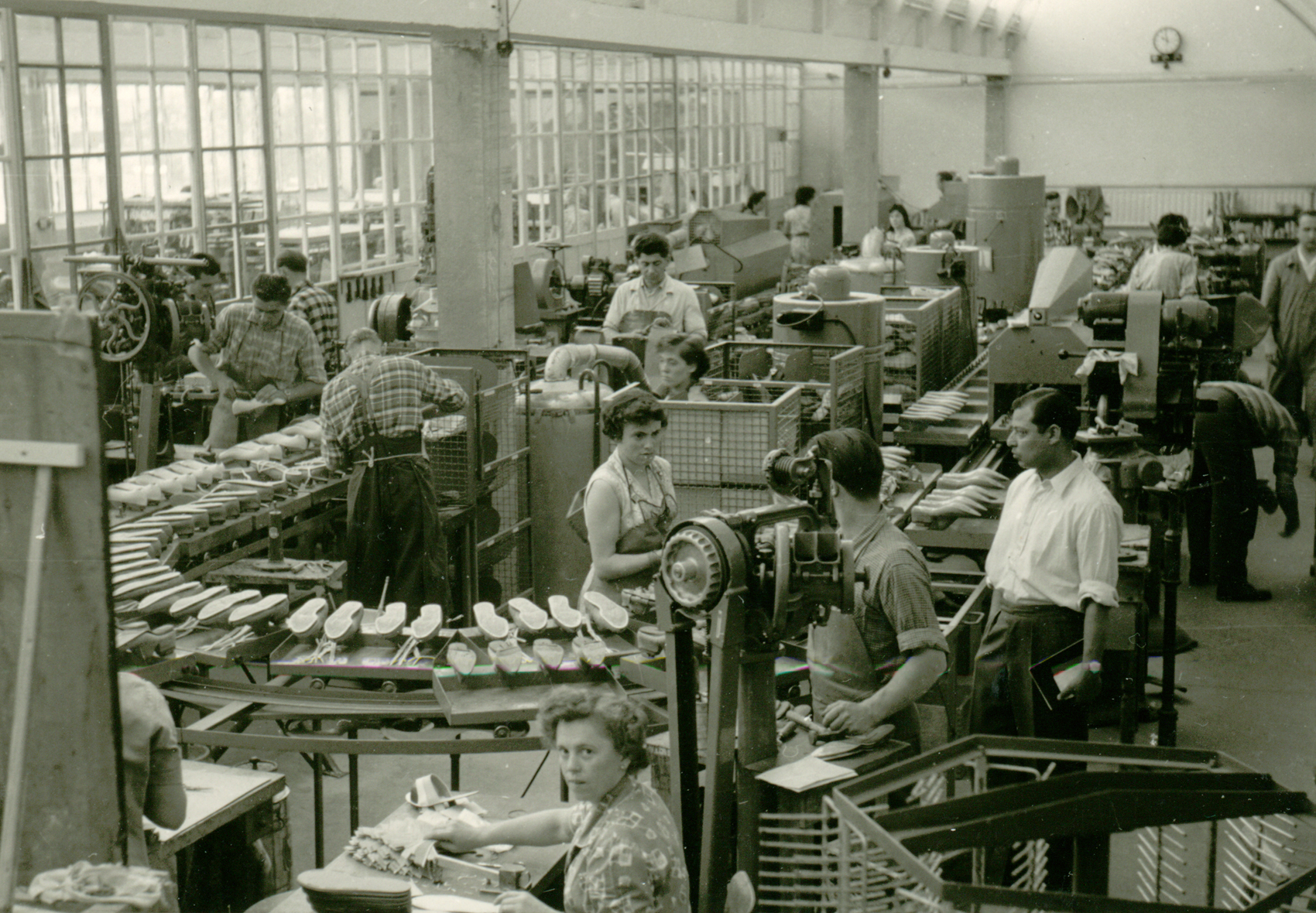
Els nivells d'interacció en una organització poden ser múltiples

Les interaccions són el component essencial de qualsevol organització, la condició necessària per a establir-ne una. Poden ser interaccions de diferents tipus (verbal, no verbal, simbòlica, etc.), i la seva dinàmica interna depèn de les característiques dels seus membres. s'hi diferencien quatre nivells bàsics d'interaccions:
- Individuals: consideren la interacció entre dues persones
- Entre individu i organització
- Entre organitzacions
- Entre organitzacions i l'ambient total

### Procés de socialització organitzacional
L'adquisició dels rols organitzacionals es realitza mitjançant la socialització organitzacional, un procés continu d'incorporació, promocions, ascensos, trasllats, que marquen el desenvolupament de la carrera professional dels individus. Presenta 4 fases:
- Fase anticipatòria: la persona té un conjunt d'expectatives i idees sobre el comportament que ha de desenvolupar.
- Fase formal: la persona comença a rebre missatges de com s'ha de comportar.
- Fase d'aprenentatge: la persona coneix i integra les normes, valors i expectatives informals de l'organització, i adquireix la identitat organitzacional.
- Fase de socialització: mesos després de la incorporació legal a l'empresa, la persona ja coneix les expectatives formals i informals i sap com comportar-se en diferents situacions organitzacionals.

A partir d'aquest moment, l'organització conferirà un estatus o grau de prestigi al treballador. Això suposa una jerarquització dins de l'estructura de grup, en què l'estatus es dona de diferents maneres.

### Funcions
La funció bàsica dels grups en les organitzacions és la consecució d'objectius, els quals es poden diferenciar en dos tipus:
- Objectius oficials: es manifesten públicament i amb freqüència es formulen de manera vaga, sense especificar els mitjans que han de posar-se en pràctica per assolir-los, fet que permet una àmplia possibilitat d'interpretacions.
- Objectius operatius: són els que realment persegueix l'organització, i constitueixen els mitjans escollits en la pràctica per a assolir els objectius oficials.

Per aconseguir aquests dos tipus d'objectius, podem definir 3 tipus de tasca:
- Activitats centrades en la tasca: realització de la feina.
- Activitats centrades en la construcció i manteniment del grup: foment de la solidaritat i cohesió grupal que portin a tenir un bon clima de grup.
- Activitats d'autoservei o aprofitament propi: destinades a satisfer les necessitats dels membres de l'organització.

## Grups en la gestió de canvi i en l'efectivitat organitzacional

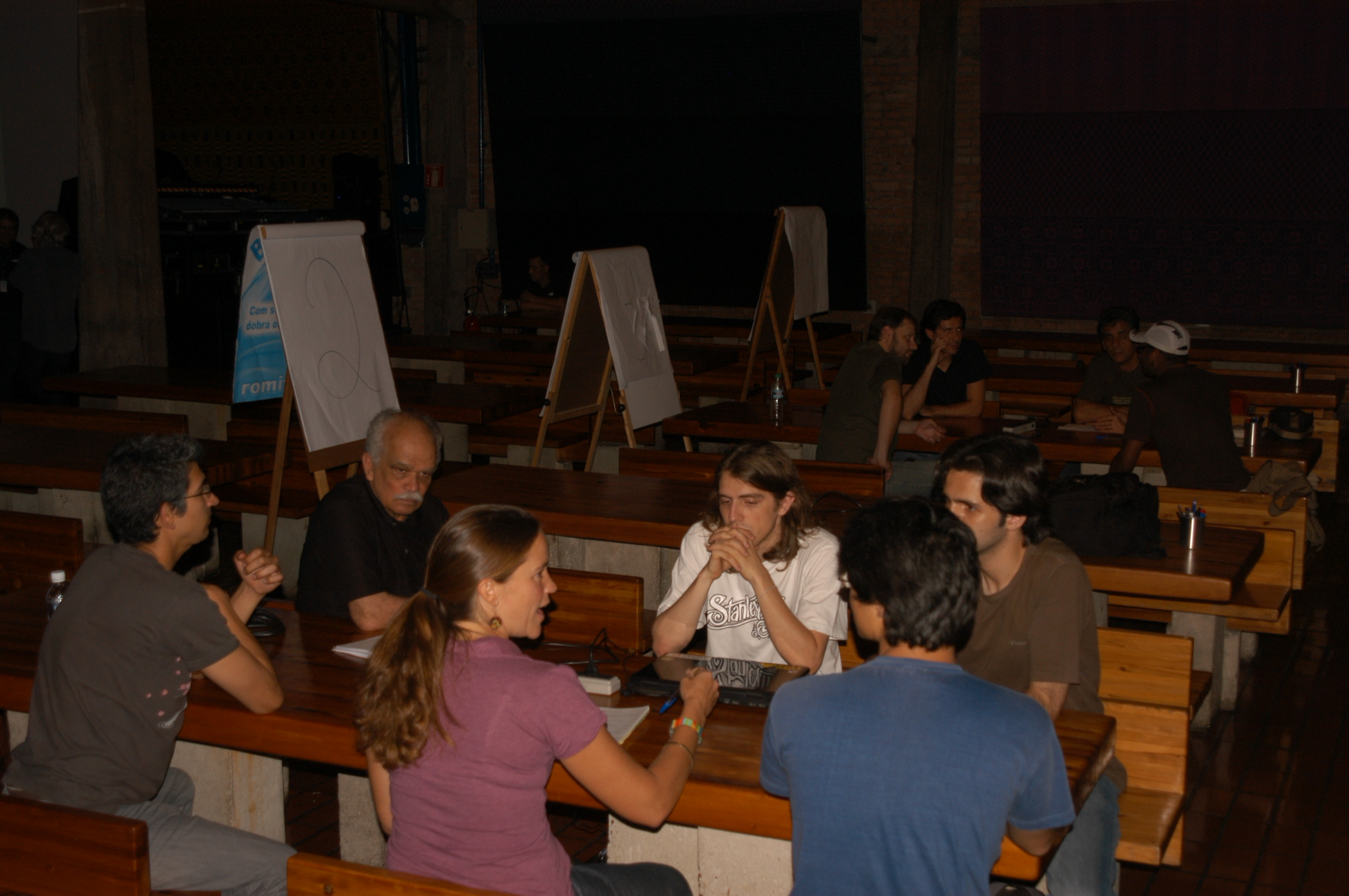
La presència d'altres persones suposa un facilitador per a alguns i un inhibidor per a d'altres

L'efectivitat de l'organització segons el funcionament dels grups es relaciona directament amb les demandes de la tasca, que determinen els recursos humans necessaris per desenvolupar-la. També s'hi han de tenir en compte els processos i els mitjans. En el rendiment es diferencia entre:
- Productivitat potencial: referida a la mesura en què els recursos humans disponibles són suficients per a satisfer les demandes de la feina.
- Productivitat real: no sempre coincideix amb la potencial, perquè malgrat que es tinguin els recursos necessaris sempre poden aparèixer altres variables que l'afectin.

L'efectivitat grupal es pot veure influïda per dues variables:
- Disseny de grup: un disseny adequat promou i facilita la feina. Podem desglossar-ho en 3 elements:
  - Estructura de la feina
  - Composició del grup
  - Normes que regulen la conducta del grup

- Context organitzacional: ha de reforçar-se, mitjançant un sistema de recompenses, la realització adequada de la feina.

### Procés d'influència social i efectivitat
Certs processos d'influència afecten directament el rendiment del grup:
- Facilitació i inhibició social: es refereix al rendiment individual en presència d'altres persones, que suposa un facilitador per a alguns i un inhibidor per a altres persones. Els estudis suggereixen que la dificultat de la feina és una variable clau en aquest procés: es produeix facilitació social només si les persones treballen en feines senzilles i ben conegudes, mentre que hi ha probabilitat d'inhibició social quan les feines són difícils i no es coneixen prou encara. També s'ha relacionat amb la grandària del grup, ja que sembla que hi ha un rendiment grupal superior quan la feina és additiva (resultat de la suma de treballs individuals), mentre que si és disjuntiva (el resultat en depèn del fet que almenys una persona faci la feina) dependrà dels treballadors més competents, i quan sigui conjuntiva (tots els membres del grup l'han de fer) dependrà del nivell dels menys competents.

- Ganduleria social: s'ha comprovat que les persones tendeixen a rendir menys en situacions de grup, perquè algunes persones es beneficiaran de l'esforç dels altres i contribuiran molt poc. És degut al fet que disminueix la por a l'avaluació individual, ja que la responsabilitat es divideix entre tots els membres del grup.

- Densitat: quan es tracta de feines senzilles, la densitat de població suposa una millora de rendiment; però en el cas de feines complexes, la dificulta.